# Dodonaea viscosa subsp. angustifolia
Dodonaea viscosa subsp. angustifolia, el olivo arenoso, subespecie de Dodonaea viscosa, es un arbusto perteneciente a la familia de las sapindáceas.

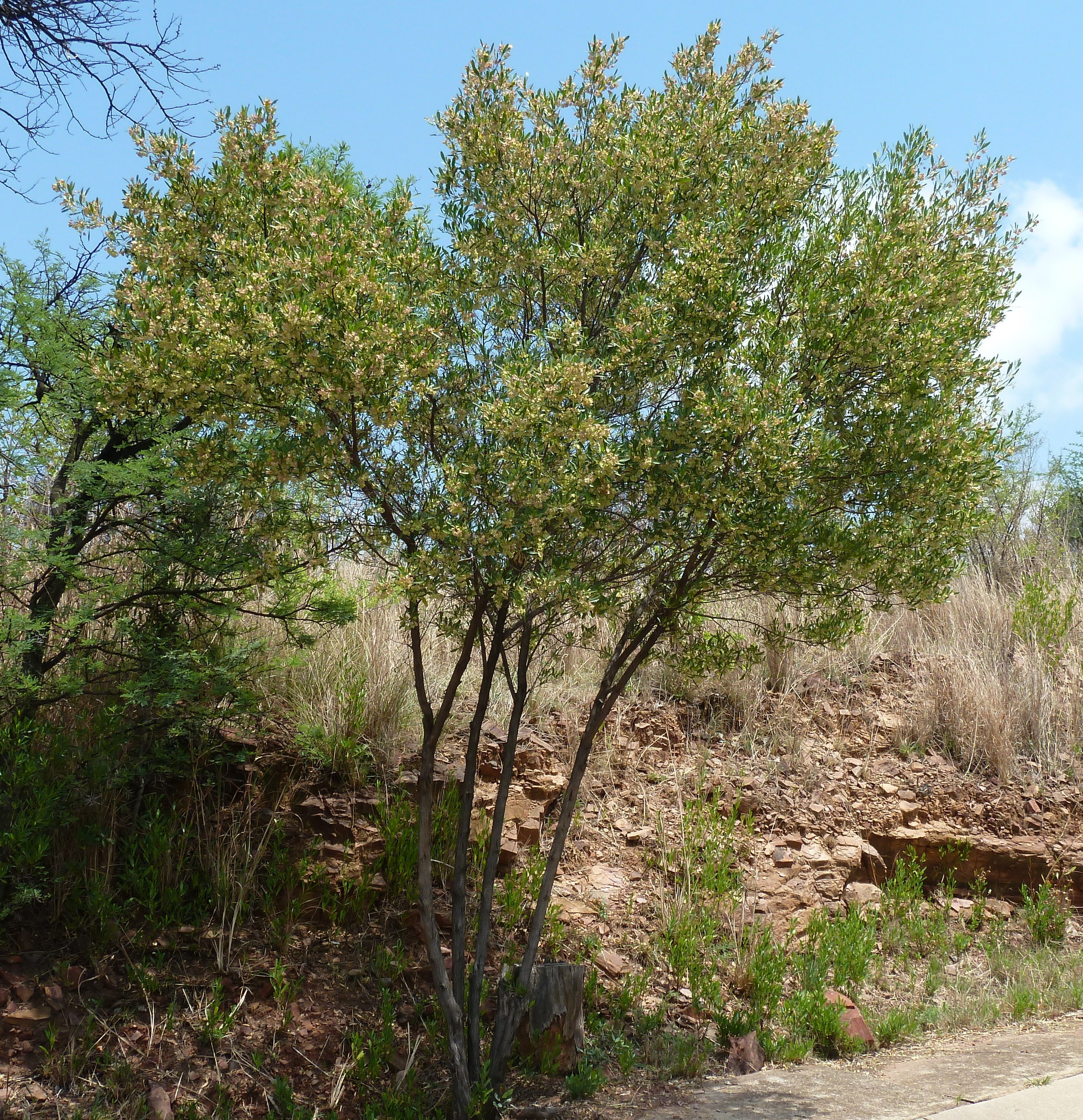
Vista de la planta en su hábitat

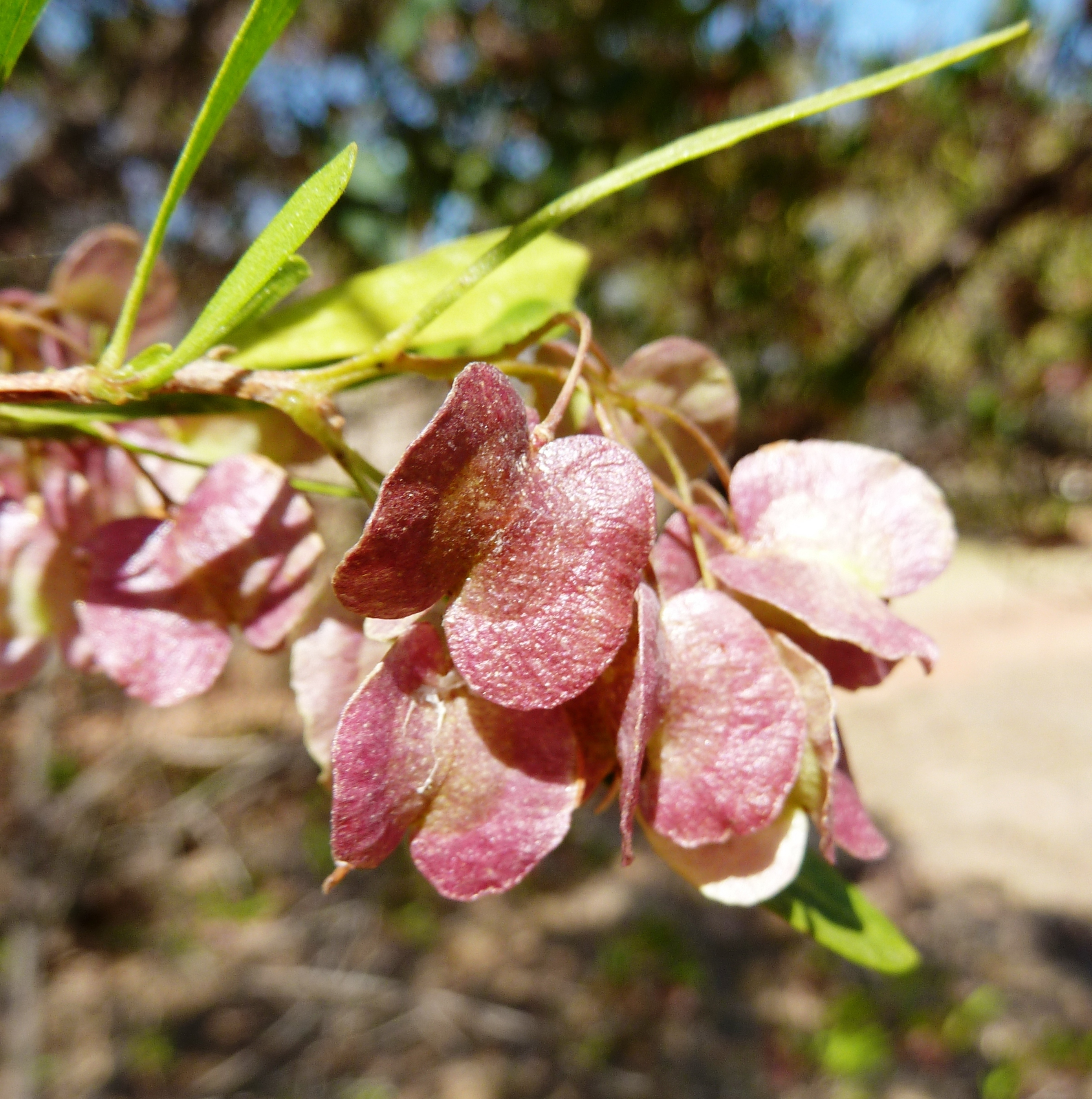
Vista de las flores

## Descripción
Es un arbusto fino o pequeño árbol que se encuentra desde el sur de África a Arabia, y Australia y Nueva Zelanda. Las cápsulas de las semillas son trialadas y se dispersan por viento. Aunque naturalmente en áreas rocosas, también se lo cultiva para estabilizar médanos y así prevenir erosión. 

## Propiedades
Sus extractos se usan en medicina alternativa.
El extracto acuoso obtenido de hojas trituradas y escaldadas en agua hirviendo, se usa para detener la diarrea.
En Sudáfrica se ha usado la infusión de raíces para los resfriados.

## Taxonomía
Dodonaea viscosa subsp. angustifolia fue descrita por L.f. J.G.West y publicado en Brunonia 7(1): 39, en el año 1984.
Sinonimia
- Dodonaea angustifolia L.f.	basónimo
- Dodonaea brasiliensis Schltdl.
- Dodonaea burmanniana DC.
- Dodonaea dombeyana Blume
- Dodonaea eriocarpa var. minor Sherff
- Dodonaea eriocarpa var. waitziana (Blume) Sherff
- Dodonaea kingii G.Don
- Dodonaea linearis E.Mey. ex Harv. & Sond.
- Dodonaea microcarpa DC.
- Dodonaea montana Jungh.
- Dodonaea mundiana Eckl. & Zeyh.
- Dodonaea natalensis Sond.
- Dodonaea nematoidea Sherff
- Dodonaea salicifolia DC.
- Dodonaea schiedeana Schltdl.
- Dodonaea serrulata DC.
- Dodonaea thunbergiana Eckl. & Zeyh.
- Dodonaea thunbergiana var. linearis Harv. & Sond.
- Dodonaea umbellata G.Don
- Dodonaea viscosa var. angustifolia (L.f.) Benth.
- Dodonaea viscosa f. angustifolia (L.f.) Sherff
- Dodonaea viscosa f. burmanniana (DC.) Radlk.
- Dodonaea viscosa subsp. burmanniana (DC.) J.G.West
- Dodonaea viscosa var. linearis (Harv. & Sond.) Sherff.
- Dodonaea viscosa f. linearis (Harv. & Sond.) Sherff
- Dodonaea viscosa f. schiedeana (Schltdl.) Radlk.
- Dodonaea waitziana Blume
- Dodonaea wightiana Blume
- Dodonaea zollingeri Turcz.
- Wimmeria serrulata (DC.) Radlk.[3]